# Littérature russe à l'étranger
La littérature russe à l'étranger est une branche de la littérature russe, qui a émergé après 1917, avec des écrivains qui avaient quitté la première république socialiste fédérative soviétique de Russie, puis l'URSS.
Trois périodes se distinguent dans son histoire, correspondant à trois vagues de l'émigration russe :
- une première vague, dans les années 1918-1940 ;
- une seconde, dans les années 1940-1950, ou jusqu'au milieu des années 1960 ;
- la dernière, de 1960 ou du milieu des années 1960 aux années 1980.

Les contextes sociaux et culturels dans lesquels se sont inscrites ces vagues ont eu un impact direct sur le développement et l'évolution formelle de la littérature russe à l'étranger.

## Première vague (1918-1940)

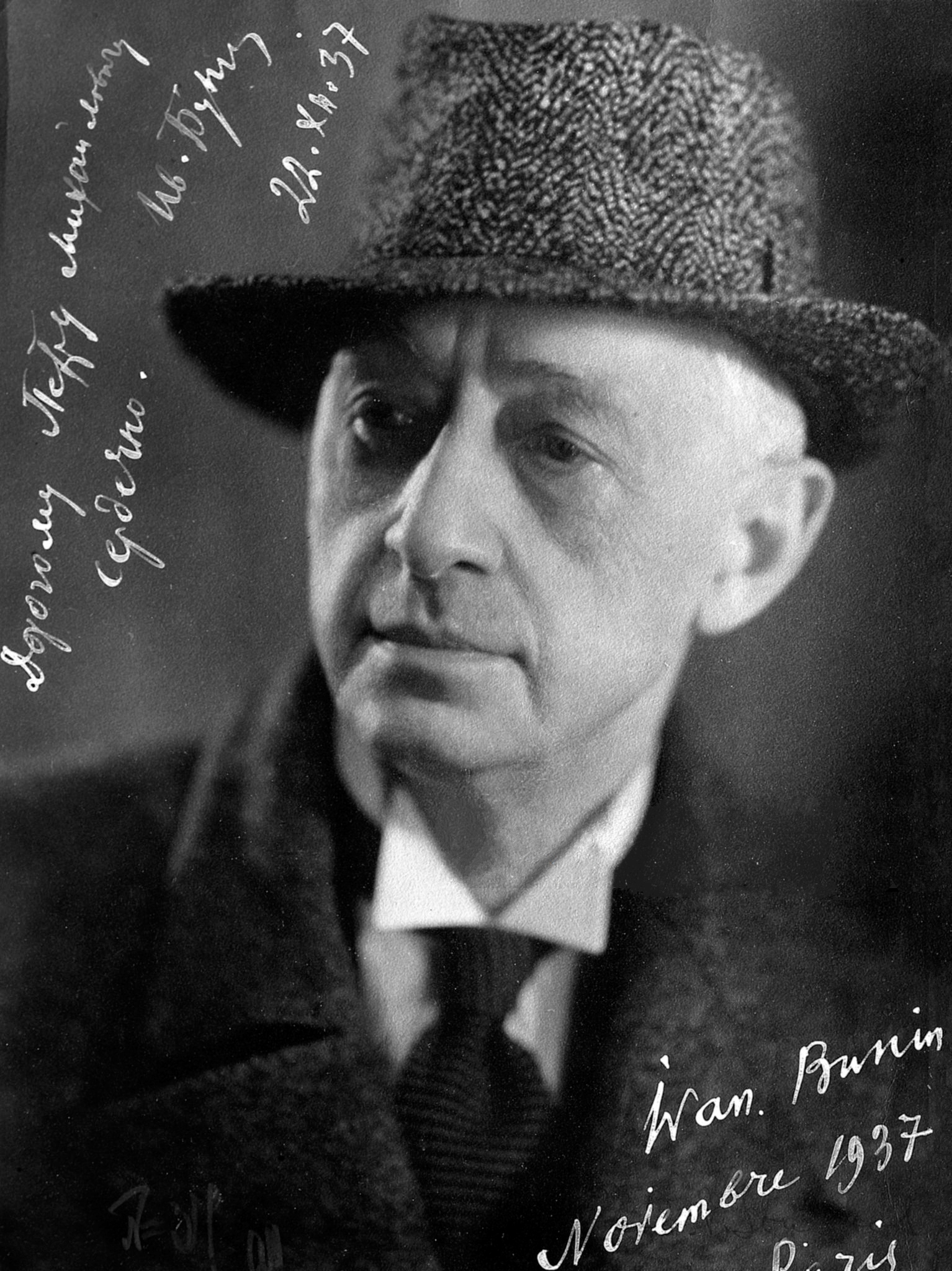
Ivan Bounine en 1937

Après la révolution russe de 1917, pour des raisons liées au contexte politique et à la guerre civile, un grand nombre de Russes quittent leur pays, et constituent à l'étranger ce qui commence à être appelé  « la deuxième Russie ». À partir  de 1918, la première vague de l'émigration russe est un phénomène de masse, avec plus de deux millions d'expatriés, et elle s'est poursuivie jusqu'au début de la Seconde Guerre mondiale et l'Occupation de Paris. Elle concerne une grande partie de l'intelligentsia russe, philosophes, écrivains, artistes, qui émigrent volontairement ou sont expulsés du pays. L'une des plus connues des expulsions est celle du « bateau des philosophes ».
L'émigration de ces intellectuels russes s'est faite dans différentes villes d'Europe, Constantinople, Sofia, Prague, Berlin, Paris, mais aussi en Chine, à Harbin et Shanghai. Elle a également eu pour destination l'Amérique Latine, le Canada, la Pologne, la Yougoslavie, la Scandinavie, et les États-Unis.
En Finlande, en Ukraine occidentale et dans les Pays baltes, les intellectuels russes se sont retrouvés à l'étranger sans changer de lieu de résidence. Ils y ont également constitué des foyers de culture russe.
Malgré l'absence d'un lectorat de masse, et dans une situation matérielle le plus souvent difficile, ces écrivains ont alors activement développé une littérature russe de l'expatriation. Ils peuvent publier dans les nombreux journaux de la diaspora. Il s'agit pour partie d'écrivains reconnus, qui ont pour mot d'ordre de « préserver l'héritage » (Ivan Bounine, Dmitri Merejkovski), d'une génération plus jeune, marquée par l'expérience dramatique de l'émigration (Gueorgui Ivanov, ou la Note parisienne) (Boris Poplavski), et d'une « génération passée inaperçue », qui s'assimile dans la tradition occidentale (Vladimir Nabokov, Gaïto Gazdanov). 
Une partie de ces écrivains, autour du cercle poétique Gatarapak («Гатарапак»),  de La Chambre des poètes («Палата поэтов») d'À travers («Через») ou  de Camp («Кочевье»), est proche du Dadaisme et conserve un lien avec l'avant-garde russe soviétique. Ils s'expriment au travers de rencontres artistiques et littéraires, et essaient de ressusciter dans le milieu de l'émigration russe la forme du cabaret littéraire. 
Certains chercheurs considèrent que ce sont les travaux culturels et littéraires de ces écrivains de la première vague qui ont eu plus de sens et de profondeur dans la littérature russe à l'étranger.

## Deuxième vague (1940-1950)
À la fin de la Seconde Guerre mondiale débute une deuxième vague d'émigration, moins massive que la première. Une grande partie est composée de « personnes déplacées », dites « di-pi ». Elle se fait majoritairement en Allemagne et aux États-Unis. Marqués par la guerre et l'exil, ces poètes et écrivains consacrent une grande partie de leur œuvre aux thèmes de la guerre, de la captivité, de la terreur rouge. Il faut citer parmi eux Dmitri Klenovski (ru), Valentina Sinkevitch, Boris Chirvaïev (ru), Nikolaï Morchen (ru), ou Nikolaï Nakorov (ru). Ivan Elagin est considéré par la critique comme un des plus grands poètes de cette deuxième vague. 
Certains chercheurs rattachent à cette deuxième vague d'émigration Ivan Pavlovitch (ru), Igor Tchinnov, et  Boris Nartsissov (ru), qui habitaient dans les années 1920-1930 dans les pays baltes, à la périphérie de la vie littéraire de la diaspora russe.

## Troisième vague (1960-1980)

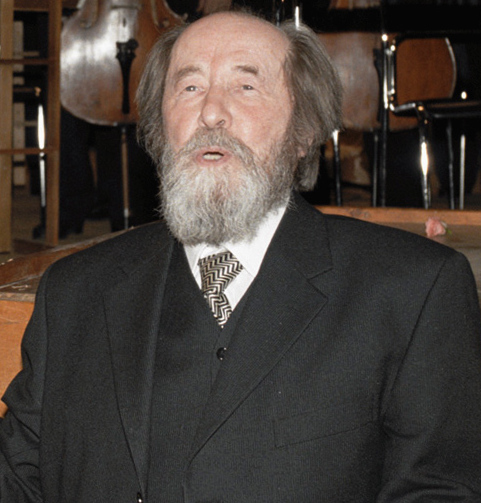
Alexandre Soljenitsyne en 1998

La troisième vague est liée davantage à la génération soviétique des années soixante (ru) et des espoirs de changement déçus nés du dégel de Khrouchtchev. Après la visite par Nikita Khrouchtchev en 1962 d'expositions d'artistes avant-gardistes, commence une nouvelle période de persécution des créateurs et de restriction des libertés. En 1966, Valeri Tarsis est le premier écrivain expulsé. De nombreuses personnalités de la science et de la culture quittent le pays après l'exil d'Alexandre Soljenitsyne en 1974, émigrant principalement vers les États-Unis, la France, l'Allemagne, et Israël.
Cette troisième vague se distingue de la « vieille émigration », et se rattache le plus souvent à l'avant-garde et au postmodernisme. Elle n'est pas sous l'influence de la littérature classique russe, mais de la littérature américaine et latino-américaine lue dans les années 1960, ainsi que des œuvres de Marina Tsvetaeva, de Boris Pasternak, ou d'Andreï Platonov. Figurent parmi les représentants de cette troisième vague Vassili Aksipnov, Gueorgui Vladimov, Vladimir Voïnovitch, Alexandre Zinoviev, Iouri Mamléïev, Andreï Sinivski, Sergueë Dovlatov, ou Joseph Brodsky.

## Après 1990
Dans les années 1990, la fédération de Russie adopte une loi sur la presse et les médias, qui met partiellement fin aux causes à l'origine de cette émigration littéraire. L'existence d'une « quatrième vague » (1990-2000) de la littérature russe à l'étranger est controversée.